# Svartafjall (berg)
Svartafjall är ett berg i republiken Island. Det ligger i regionen Austurland, 400 km öster om huvudstaden Reykjavík. Toppen på Svartafjall är 1 056 meter över havet.
Runt Svartafjall är det mycket glesbefolkat, med 3 invånare per kvadratkilometer. Närmaste större samhälle är Neskaupstaður, omkring 13 kilometer nordost om Svartafjall. Trakten runt Svartafjall består i huvudsak av gräsmarker.